# کلیساهای نقاشی‌شده در منطقه ترودوس
کلیساهای نقاشی‌شده در منطقه ترودوس یک سایت میراث جهانی یونسکو در کوه‌های ترودوس در مرکز قبرس است. این مجموعه شامل ده کلیسا و صومعه بیزانسی است که با نقاشی‌های دیواری بیزانسی و پس از بیزانس تزئین شده‌اند.
در ابتدا ۹تا از این کلیساها توسط یونسکو در سال ۱۹۸۵ ثبت شده بودند اما در سال ۲۰۰۱ کلیسایی در پالیخوری به فهرست افزوده شد. کلیسای پانایا خریسکوردالیتیسا در کرودالی، در سال ۲۰۰۲ به عنوان یک گسترش احتمالی دیگر ثبت شد و هم‌اکنون در فهرست آزمایشی قرار دارد.